# Raccordement téléphonique
Un raccordement téléphonique est une opération technique consistant à connecter le client qui a recours à un opérateur de télécommunications, au réseau téléphonique. S'il s'agit de téléphonie fixe, il s'agit de procéder au branchement de fils reliant le commutateur le plus proche dans la zone géographique à une prise à laquelle est connecté le terminal de l'utilisateur, qui peut ensuite passer des appels s'il a régulièrement souscrit un abonnement téléphonique.